# Pont du Troisième Millénaire
Le Pont du Troisième Millénaire (en espagnol Puente del Tercer Milenio) est un pont de Saragosse (Aragon, Espagne).

## Situation
En partant de l'ouest de la ville, il est le deuxième pont à enjamber l'Èbre qui traverse Saragosse d'ouest en est. Il quitte la rive droite du fleuve dans le quartier de la Almozara et atteint la rive gauche à l'ouest du site de l'Expo Zaragoza 2008. Il fait partie de la route Z-30 de contournement de la ville.

## Histoire
Il a été construit en 2008 dans le contexte de l'Exposition spécialisée de 2008.

## Construction
Il s'agit d'un pont de béton armé de type bow-string de 270 m de long et de 44 m de large, soutenu par un arc de 216 m de longueur, de 36 m de haut et de 6 m de large. L'arc seul pèse 3 000 tonnes, contre 16 000 tonnes pour le tablier.
Il possède trois voies routières dans chaque sens ainsi qu'une piste cyclable. Des deux côtés du pont se trouve une passerelle piétonne couverte.

## Galerie

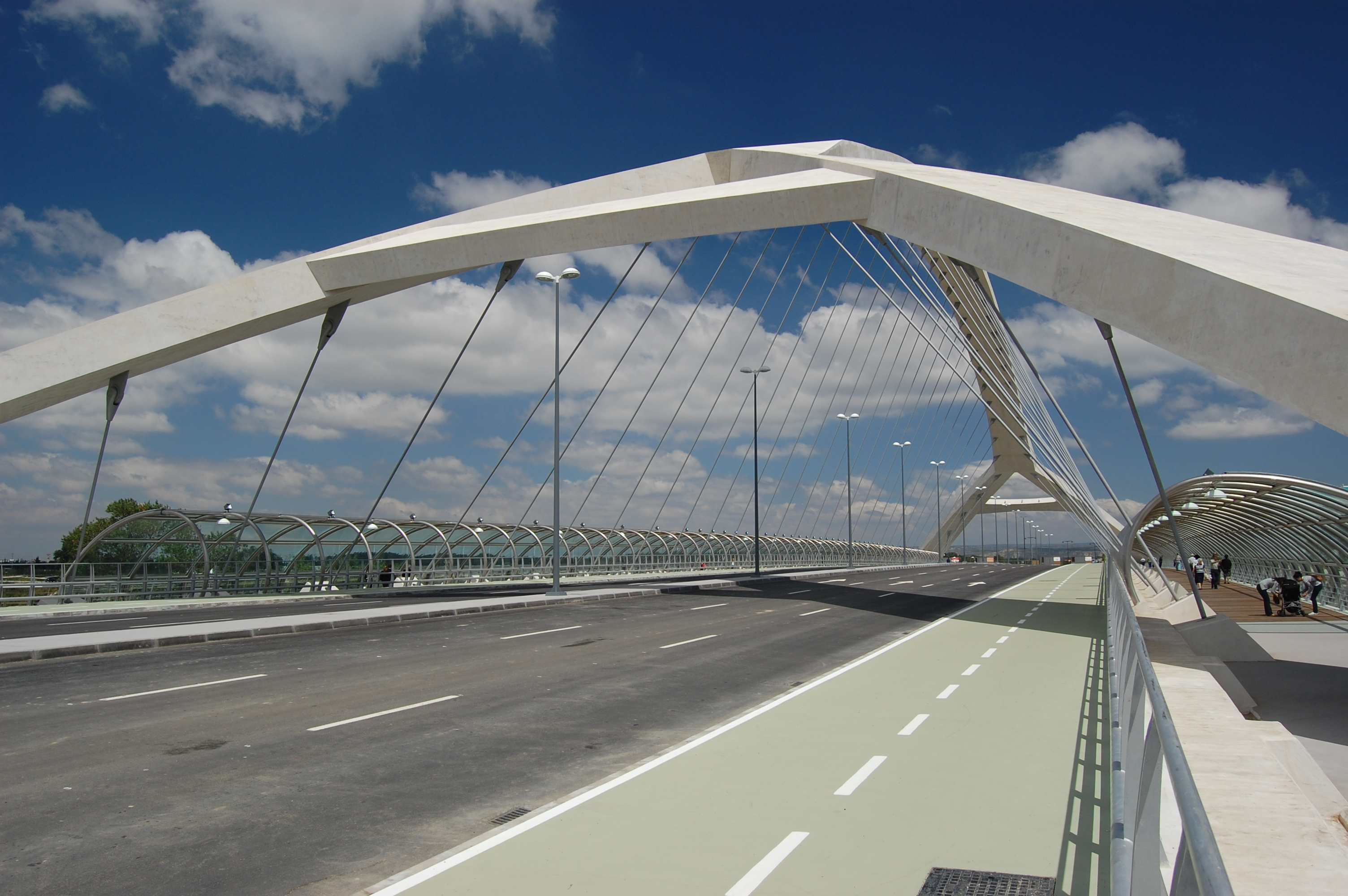
Pont du Troisième Millénaire.
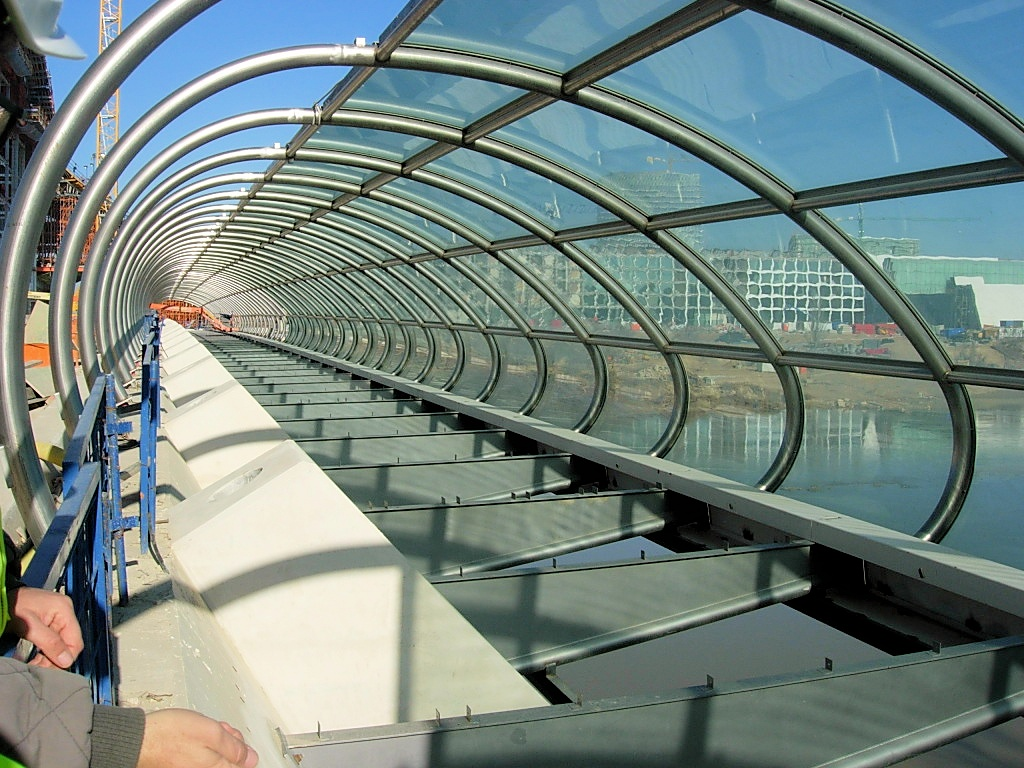
Passerelle piétonne du pont pendant la phase de chantier.

### Sources et bibliographie
- (es) « Puente del Tercer Milenio », sur elperiodicodearagon.com (consulté le 5 juillet 2008).